# Daniel Klose
Daniel Klose (Ansbach, 30 oktober 1979) is een Duits darter die uitkomt voor de PDC.

## Carrière
Klose behaalde zijn eerste PDC Tourkaart op de Q-School 2023 door als achtste te eindigen in de EU Q-School Order of Merit.
Hij speelde op de UK Open 2023 waar hij in de eerste ronde verloor.
Tijdens de 21ste editie van de Players Championships 2023 wist Klose de finale te behalen door achtereenvolgens Devon Petersen, Gabriel Clemens, Michael Smith, Adam Gawlas, Chris Dobey en Peter Wright te verslaan. Hij verloor de finale met 8-6 van Gerwyn Price.
Op 6 september 2023 wist Klose zich via de Tour Card Holder Qualifier te plaatsen voor de World Series of Darts Finals 2023. Hierin verloor hij in de eerste ronde met 3-6 van Krzysztof Ratajski .